# Caleta Galapagos
Die Caleta Galapagos ist eine Nebenbucht der Discovery Bay von Greenwich Island im Archipel der Südlichen Shetlandinseln. Ihre Einfahrt liegt am nordöstlichen Ende des Canto Point.
Ecuadorianische Wissenschaftler benannten sie 1990 nach den Galapagosinseln.